# Desmodium ochroleucum
Desmodium ochroleucum là một loài thực vật có hoa trong họ Đậu. Loài này được Canby miêu tả khoa học đầu tiên.